# Tiszakarád
Tiszakarád es un pueblo ubicado en el distrito de Cigánd, condado de Borsod-Abaúj-Zemplén, Hungría.

## Superficie
Posee una superficie de 47,56 kilómetros cuadrados.

## Demografía
Hasta 2022 la población era de 2221 habitantes, con una densidad de población de 46,70 habitantes por kilómetro cuadrado.